# アレクサンドル・ネチャーエフ
アレクサンドル・ペトローヴィチ・ネチャーエフ（ロシア語: Александр Петрович Нечаев, ラテン文字転写: Aleksandr Petrovich Nechaev 、1870年 11月5日（ユリウス暦10月24日）- 1948年 9月6日）は、旧ロシア、ソビエト連邦の心理学者。サンクトペテルブルク出身。ロシア実験心理学の初期の功労者。1894年サンクトペテルブルク大学を卒業。その後、同大学で研究し、軍事学校教育学博物館へ異動。1901年に実験教育学研究所を設立し、1909年実験教育学会を編成。男女共学実験学校、教師用高等教育講習会、心理研究用資材工場、出版局、実験教育学年報出版のための組織を設けた。1905年から1917年にかけて、心理学と実験教育学に関する5次の全ロシア大会を開催した。以上の経過が、1912年に阿部重孝によってわが国にも紹介されている。

## 著書
- 『教育者と教師のための心理学概論』（1915年）
- 『学校教授の諸問題との関わりにおける現代実験心理学』（1917年）